# Сен-Капре (Жер)
Сен-Капре́ (фр. Saint-Caprais) — коммуна во Франции, находится в регионе Юг — Пиренеи. Департамент — Жер. Входит в состав кантона Жимонт. Округ коммуны — Ош.
Код INSEE коммуны — 32467.

## География

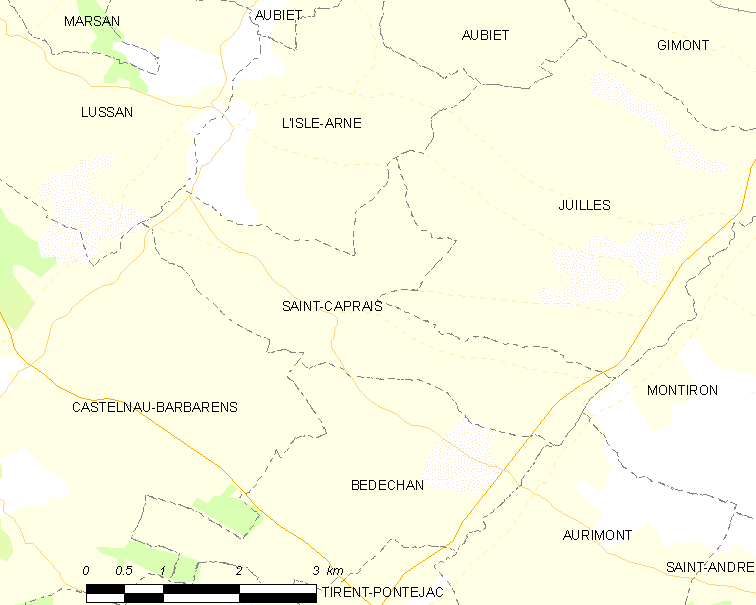
Карта коммуны

Коммуна расположена приблизительно в 600 км к югу от Парижа, в 55 км западнее Тулузы, в 18 км к востоку от Оша.
На западе коммуны протекает река Арратс, а на востоке — река Жимон.

## Климат
Климат умеренно-океанический. Лето жаркое и немного дождливое, температура часто превышает 35 °С. Зимой часто бывает отрицательная температура и ночные заморозки. Годовое количество осадков — 700—900 мм.

## Население
Население коммуны на 2010 год составляло 135 человек.
| 1962 | 1968 | 1975 | 1982 | 1990 | 1999 | 2010 |
| ---- | ---- | ---- | ---- | ---- | ---- | ---- |
| 145  | 119  | 104  | 106  | 101  | 102  | 135  |

## Администрация
| Период | Период | Фамилия        | Партия | Примечания |
| ------ | ------ | -------------- | ------ | ---------- |
| 2001   | 2014   | Робер Дюфор    |        |            |
| 2014   | 2020   | Мартин Буррюст |        |            |

## Экономика
В 2010 году среди 78 человек трудоспособного возраста (15-64 лет) 63 были экономически активными, 15 — неактивными (показатель активности — 80,8 %, в 1999 году было 61,3 %). Из 63 активных жителей работали 52 человека (27 мужчин и 25 женщин), безработных было 11 (5 мужчин и 6 женщин). Среди 15 неактивных 3 человека были учениками или студентами, 9 — пенсионерами, 3 были неактивными по другим причинам.